# 天主教塔利邦教区
天主教塔利邦教区 （拉丁語：Dioecesis Talibonensis）是菲律賓一個羅馬天主教教區，屬天主教宿雾总教区。轄區包括保和省。
2006年有教友648,827人、37個堂區、69個司鐸。教區座堂聖三座堂位於島上最大城市塔利邦。現任主教克里斯蒂安‧諾厄爾。
1986年1月9日升為教區。